# Meenakunte, Bangalore North
Meenakunte là một làng thuộc tehsil Bangalore North, huyện Bangalore Urban, bang Karnataka, Ấn Độ.